# قصر الرأس
قصر الرأس أو الصَّعَل أو الأصعل (بالإنجليزية: Brachycephaly)‏ (الكلمة الإنجليزية مُشتقة من اليونانية القديمة وتعنى «قصر الرأس»)؛ حيث تكون الجمجمة أقصر من المعتاد في نفس الفصيلة، وتعتبر تلك صفة مرغوب فيها في بعض الكلاب والقطط الأليفة، وتظهر بشكل ملحوظ في كلاب الباك والقطط الشيرازى، ويمكن أن يكون هذا الحجم طبيعيًا لبعض السلالات وغير طبيعيًا في سلالات أخرى.  يُعرف هذا التشوه الدماغى في البشر بـ «متلازمة الرأس المسطح»، وينتج عن إما الالتحام المبكر للدروز التاجية أو عن تشوه خارجى. الدرز التاجي هو عبارة عن مفصل ليفى يربط عظمة الجبهة بالعظمتين الجداريتين اللتان تشكلان قمة وجوانب الجمجمة. وتظهر تلك السمة جليًا في حالات «متلازمة داون».
في علوم الأنثربولوجيا يُقسَّم سكان البشر إلى: مستطيلي الرأس Dolichocephalic حيث تكون أشبه بالزورق (القارب) نتيجة لتمددها الأمامى والخلفى، متوسطى أو معتدلى الرأس Mesaticephalic، وقصيرى الرأس Brachycephalic. وقد شكك عالم الأنثربولوجيا جيوزيبى سيرجى في جدوى «المنسب الرأسى» (وهو نسبة عرض الرأس مضروباً في العدد إلى طول الرأس)، حيث جادل في أن شكل الدماغ بشكل عام يعد وسيلة أفضل لنموذج النسب العرقى.
كما أن هناك أيضًا حالات قصر رأس مصحوبة بـ «تشوه انحرافى للجمجمة» حيث يكون الرأس وارِب لناحية نتيجة التحام درز تاجي مع درز لامى خلفى، ويعد هذا التشوه موضعيًا. شاعت هذه الحالات منذ حملة «العودة إلى النوم» كما تعرف باسم«النوم الآمن» التي أُطلقت عام 1994 لتعليم الآباء طرقًا لتقليل خطر متلازمة موت الرضيع الفجائي والتي تُعرف ب"SIDS". سُميت الحملة بهذا الاسم لأنها تدعو إلى وضع الأطفال على ظهورهم للنوم مما يؤدى إلى تقليل تلك الظاهرة والتي تعرف باسم «موت المهد». نجحت بالفعل هذه الحملة في الترويج لنوم الأطفال الرضع على ظهورهم وغير ذلك من إستراتيجيات للحد من  المخاطر لدى الآباء وأفراد الأسرة والمهنيين الصحيين ومقدمى الرعاية للأطفال وكل من يعتنى بهم، مما أدى إلى زيادة معدل حدوث هذه التشوه في الرأس والذى يعد مشكلة تجميلية ليس إلا. ولايزال العديد من أطباء الأطفال غير مدركين لهذه المشكلة والعلاجات المتاحة لها. ويتضمن العلاج إعادة وضع المولود على البطن في وضع الرقود بشكل منتظم وهو ما يعرف بالإنجليزية ب"Tummy time".
يوصف قصر الرأس أيضًا بأنه نوع من التطور الطبيعى للجمجمة ذات المنسب الرأسى الكبير مثل: سلالات الكلاب ذات الأنف الأفطس مثل: كلب الباك، والبلدغ وتشيه تزو أو بعض سلالات القطط مثل: القط الشيرازى، وقط الهيمالايا والقط الدخيل ذو الشعر القصير.

## العلاج
يمكن تصحيح قصر الرأس باستخدام خوذة لتقويم الرأس والتي لا تسبب أي ألم في إحتكاكها بالأجزاء البارزة في الجمجمة كما أنها تترك فراغات فوق الأجزاء المسطحة لتدعم طرقًا لنمو الجمجمة بشكل أكثر تناسقًا. يستغرق العلاج بشكل عام 4:3 شهور ولكنه يختلف تبعًا لعمر الطفل ومدى تشوه الرأس وعدم تناسقها. بالرغم من ذلك وجدت دراسات أجراها علماء في هولندا أن لا فرق ملحوظ بين الأطفال الذين تم علاجهم بالخوذ والذين لم يتم علاجهم بمرور الوقت. كما أكد كل آباء الأطفال المُعالَجون بهذه الخُوَّذ أن هناك آثار جانبية مثل: تهيج الجلد والتعرق. ركزت هذه الدراسة على الحالات المرضية  البسيطة إلى المتوسطة، وبلغ معدل المشاركة 21% وسُجلت 73% مشكلة في الملائمة، مما يدعو إلى التشكيك في صحة الدراسة. لايمكن توقع أن تعطى الأجهزة غير الملائمة نتائج بشكل صحيح. بالإضافة إلى ذلك توصلت الأبحاث المستقلة المنشورة التي فحصت فعالية العلاج بالخوذ إلى أن ما يصل إلى 95% من المرضى يبدون تحسنًا في تناظر وتناسق شكل الرأس بعد العلاج بالخوذة، كما أن الجمعية الأمريكية لتقويم العظام والأطراف الاصطناعية لديها اهتمامات جدية بشأن أهمية هذه الدراسة وصلاحيتها.